# Acanthopoma annectens
Acanthopoma annectens — єдиний вид роду Acanthopoma з підродини Stegophilinae родини Trichomycteridae ряду сомоподібні. наукова назва походить від грецьких слів akantha, тобто «шип», poma — «укриття», «покриття».

## Опис
Загальна довжина сягає 12 см. Голова невеличка, коротка. Очі середнього розміру, розташовано у верхній частині голови. Рот доволі широкий. Є 2 пари коротких вусів. Тулуб кремезний, сильно подовжений. Усі плавці з гіллястими променями та шипами. Спинний плавець знаходиться близько до хвостового плавця. Жировий плавець відсутній. Грудні плавці широкі, короткуваті. Черевні плавці доволі близько розташовані до анального плавця. Останній ширше за грудні плавці, з короткою основою. Хвостовий плавець широкий, з виїмкою.
Забарвлення піщаного кольору, з сіруватими плямами у верхній частині.

## Спосіб життя
Є демерсальною рибою. Воліє до прісної води. Доволі живуча риба. При нестачі кисню, заковтує повітря з поверхні на кшталт в'юнових. Веде суто паразитичний спосіб життя, нападаючи на риб як п'явка. При напад залишає на жертві множинні рани від укусів.

## Розповсюдження
Мешкає в басейні річки Амазонка.